# Cam
Cam là một loại quả của nhiều loài cây có múi khác nhau thuộc họ Cửu lý hương (Rutaceae) (xem danh sách các loài thực vật được gọi là cam);  nó chủ yếu đề cập đến Citrus × sinensis, mà còn được gọi là cam ngọt, để phân biệt với Citrus × aurantium có liên quan, được gọi là cam chua. Cam ngọt sinh sản vô tính (apomixis thông qua phôi nucellar); giống cam ngọt phát sinh do đột biến.
Cam là trái lai từ quả chanh và quả bưởi. Bộ gen lục lạp, và do đó là dòng ngoại, là bộ gen của bưởi. Quả cam ngọt đã có trình tự bộ gen đầy đủ.
Cam có nguồn gốc ở một khu vực bao gồm Nam Trung Quốc, Đông Bắc Ấn Độ và Myanmar, và người ta nhắc đến cam ngọt sớm nhất trong văn học Trung Quốc vào năm 314 trước Công nguyên. Tính đến  năm 1987, cây cam được coi là cây ăn quả được trồng nhiều nhất trên thế giới. Cây cam được trồng rộng rãi ở các vùng khí hậu nhiệt đới và cận nhiệt đới để cho quả ngọt. Quả của cây cam có thể ăn tươi hoặc chế biến lấy nước cốt hoặc vỏ thơm. Tính đến  năm 2012, cam ngọt chiếm khoảng 70% sản lượng cam quýt.
Năm 2022, 76,4 triệu tấn cam đã được trồng trên toàn thế giới, trong đó Brasil sản xuất 16,9 triệu tấn, tiếp theo là Ấn Độ và Trung Quốc.
Cam với nghĩa rộng hơn trong tên gọi thực vật còn được dùng để chỉ một số loài khác cùng chi như cam chanh (cam đắng, cam chua) (Citrus aurantium), cam sành...

## Trồng trọt
Trồng cam là một hình thức thương mại quan trọng và là một phần đáng kể trong nền kinh tế Hoa Kỳ (tiểu bang Florida và California), hầu hết các nước Địa Trung Hải, Brasil, México, Pakistan, Trung Quốc, Ấn Độ, Iran, Ai Cập, và Thổ Nhĩ Kỳ và đóng góp một phần nhỏ hơn trong nền kinh tế của Tây Ban Nha, Cộng hòa Nam Phi và Hy Lạp.
Lượng sản xuất cam tính theo tấn (trong năm 2004) được xếp hạng như sau (theo FAOSTAT):
1. Brasil 18.256.500
2. Hoa Kỳ 11.729.900
3. México 3.969.810
4. Ấn Độ 3.100.000
5. Tây Ban Nha 2.883.400
6. Ý 2.064.099
7. Trung Quốc 1.977.575
8. Iran 1.900.000
9. Ai Cập 1.750.000
10. Thổ Nhĩ Kỳ 1.280.000

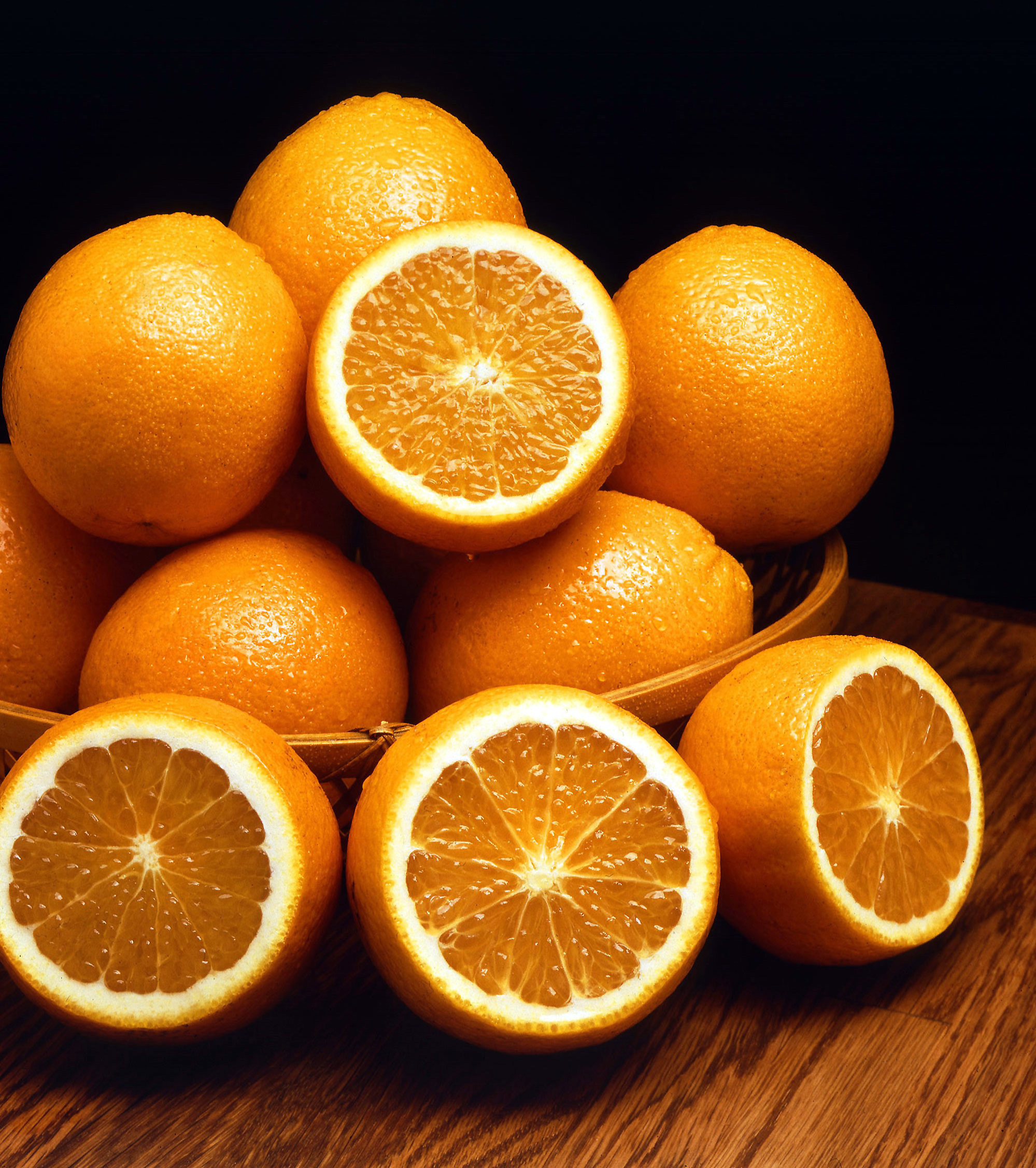
Cam "ambersweet"

Giữa 1974 và 2004 lượng sản xuất của cam đã gia tăng 99,8%.
Lượng sản xuất (tấn):
- 1974 31.428.199
- 1984 38.979.349
- 1994 54.733.848
- 2004 62.814.424

## Dinh dưỡng
Theo , Lưu trữ ngày 15 tháng 2 năm 2006 tại Wayback Machine 180 gam cam ở dạng đồ tráng miệng nguyên chất cung cấp tới 160% nhu cầu vitamin C trung bình của một người trong một ngày. Cam cũng chứa vitamin A, calci và chất xơ.

## Sử dụng
Cam được trồng rộng rãi ở những nơi có khí hậu ấm áp, và vị cam có thể biến đổi từ ngọt đến chua. Cam thường lột vỏ và ăn lúc còn tươi, hay vắt lấy nước. Vỏ cam dày, có vị đắng, thường bị vứt đi nhưng có thể chế biến thành thức ăn cho súc vật bằng cách rút nước bằng sức ép và hơi nóng. Nó cũng được dùng làm gia vị hay đồ trang trí trong một số món ăn. Lớp ngoài cùng của vỏ có thể được dùng làm "zest" để thêm hương vị cam vào thức ăn. Phần trắng của vỏ cam là một nguồn pectin.
Sản phẩm làm từ cam gồm có:
- Thịt cam dùng trong bữa ăn nhẹ, làm thành nước uống, các loại sinh tố, thêm vào món salad trái cây...
- Nước cam, Brasil là nước sản xuất nước cam nhiều nhất thế giới, sau đó là Florida, Hoa Kỳ.[cần dẫn nguồn]
- Dầu cam, được chế biến bằng cách ép vỏ. Nó được dùng làm gia vị trong thực phẩm và làm hương vị trong nước hoa. Dầu cam có khoảng 90% d-Limonene, một dung môi dùng trong nhiều hóa chất dùng trong gia đình, cùng với dầu chanh dùng để làm chất tẩy dầu mỡ và tẩy rửa nói chung. Chất tẩy rửa từ tinh chất cam hiệu quả, thân thiện với môi trường, và ít độc hại hơn sản phẩm cất từ dầu mỏ, đồng thời có mùi dễ chịu hơn.
- Vỏ cam dày lớp màu trắng của nó được gọi là trần bì là một vị thuốc Nam dùng chữa ho.

## Trong văn hóa
Từ "cam" trong tiếng Việt có nguồn gốc Hán Việt. "Cam" có một nghĩa là ngọt, như trong "Đồng cam cộng khổ" (ngọt đắng cùng nhau), "cam khổ" (ngọt đắng, ý nghĩa: những gian nan, thay đổi giữa may mắn và bất lợi). Cam còn xuất hiện trong câu tục ngữ "Quýt làm cam chịu".

## Hình ảnh

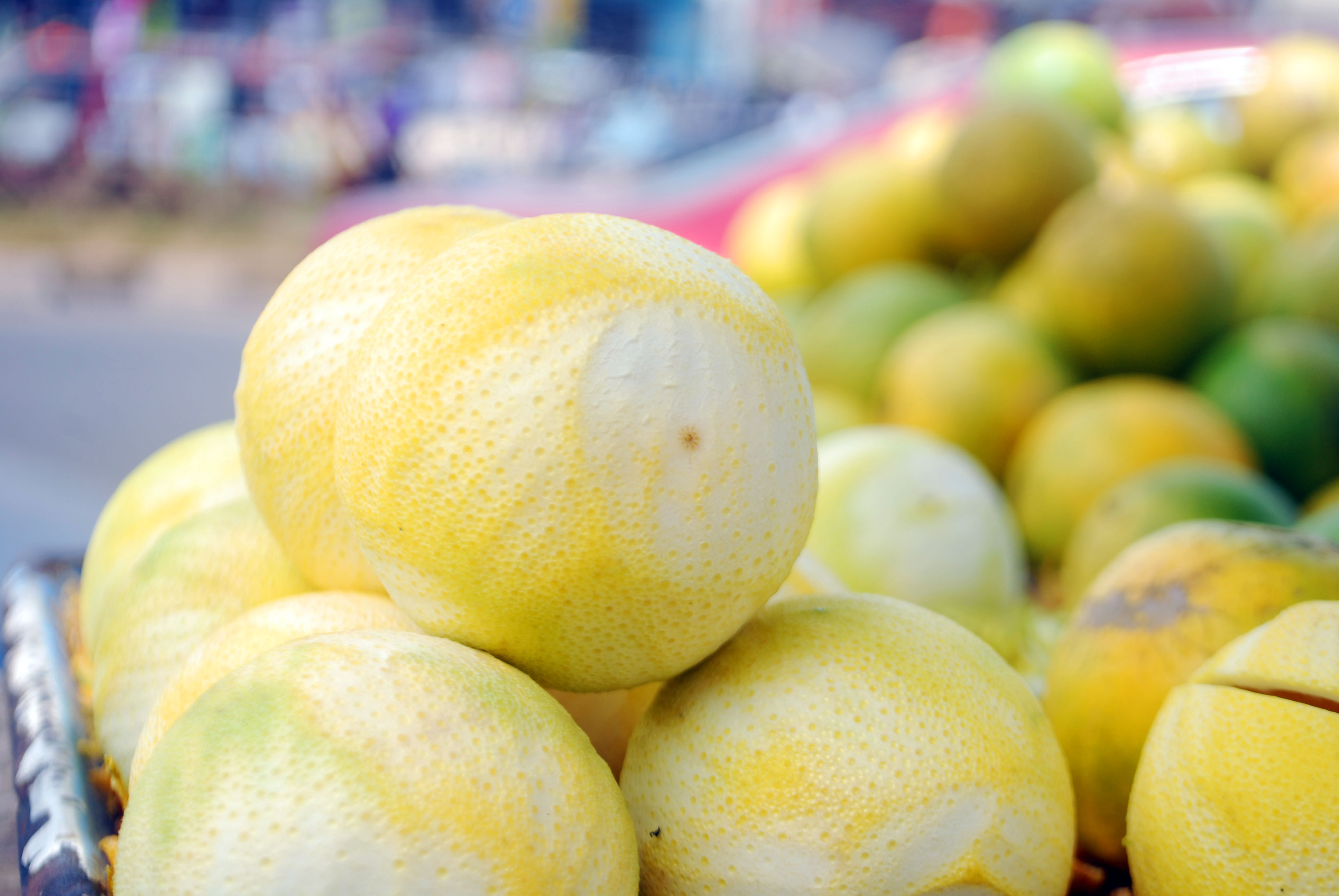
Cam sau khi gọt vỏ
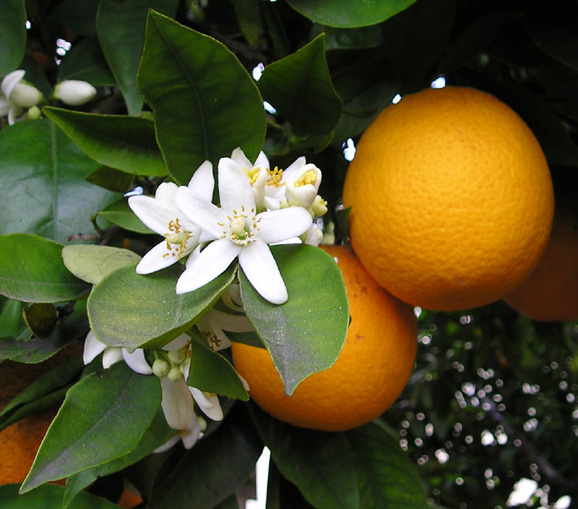
Hoa cam và cam trên cây
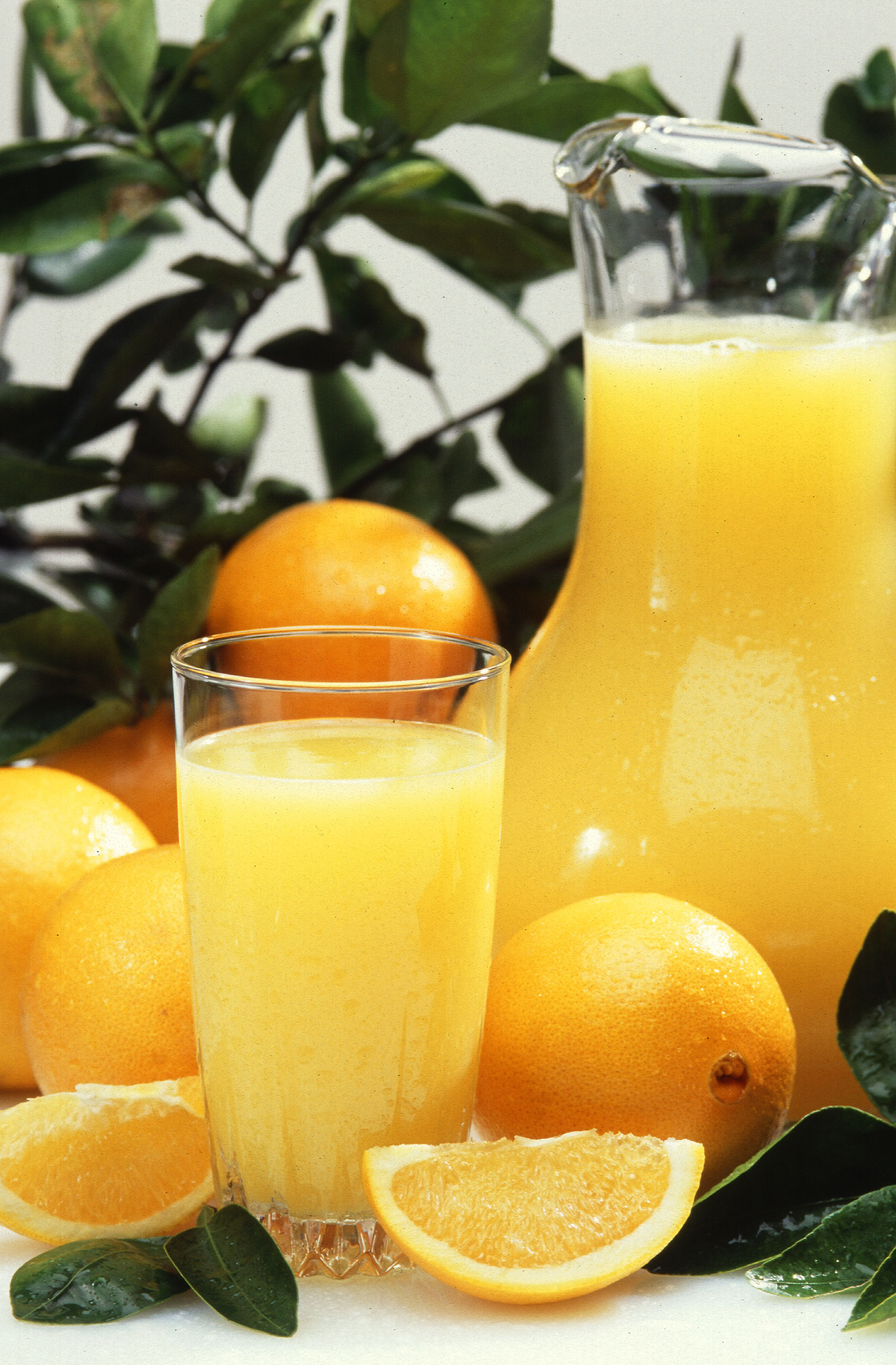
Cam và nước cam
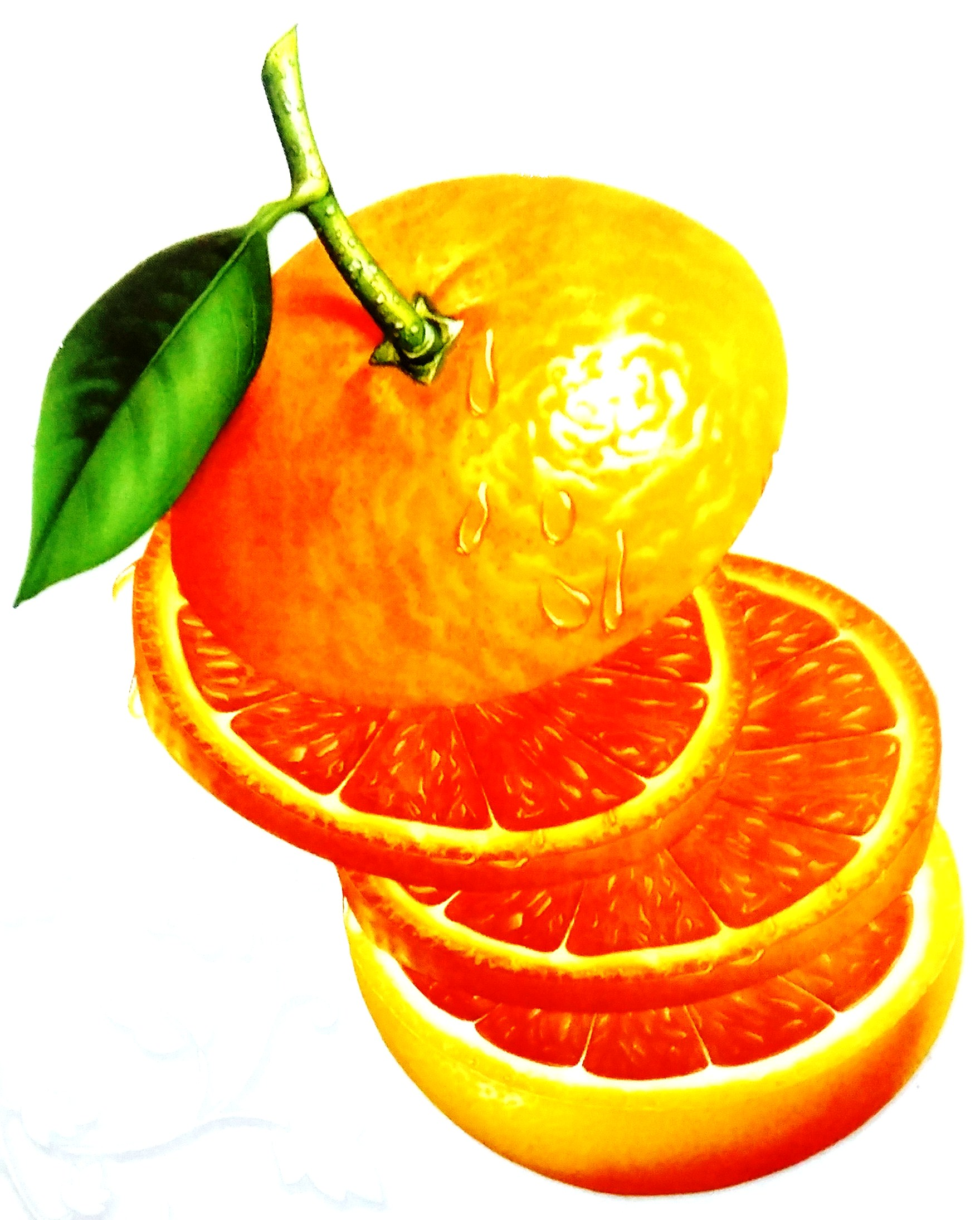
Lát cắt cấu trúc của quả cam
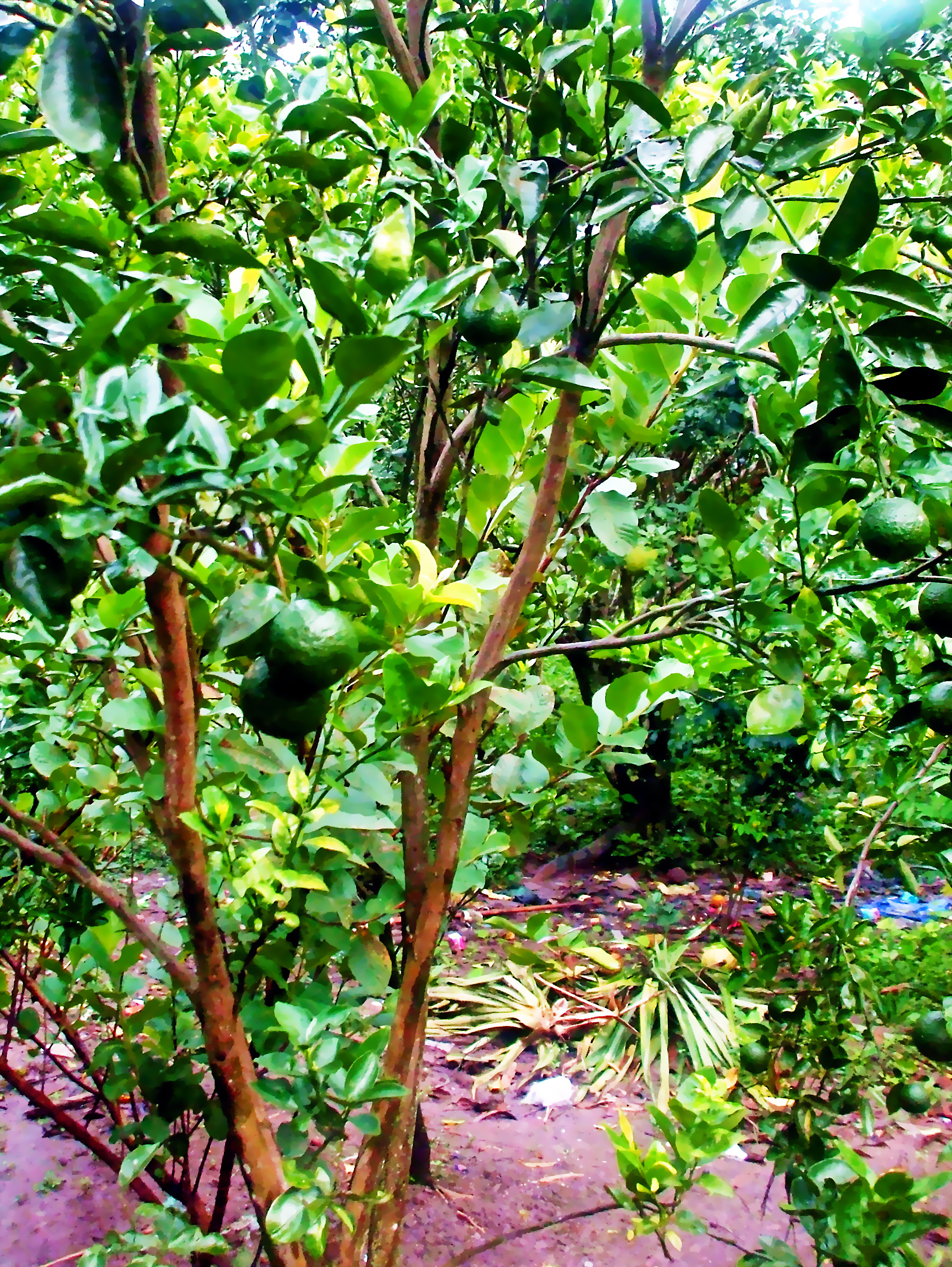
Một cây cam sành ở miền Nam Việt Nam
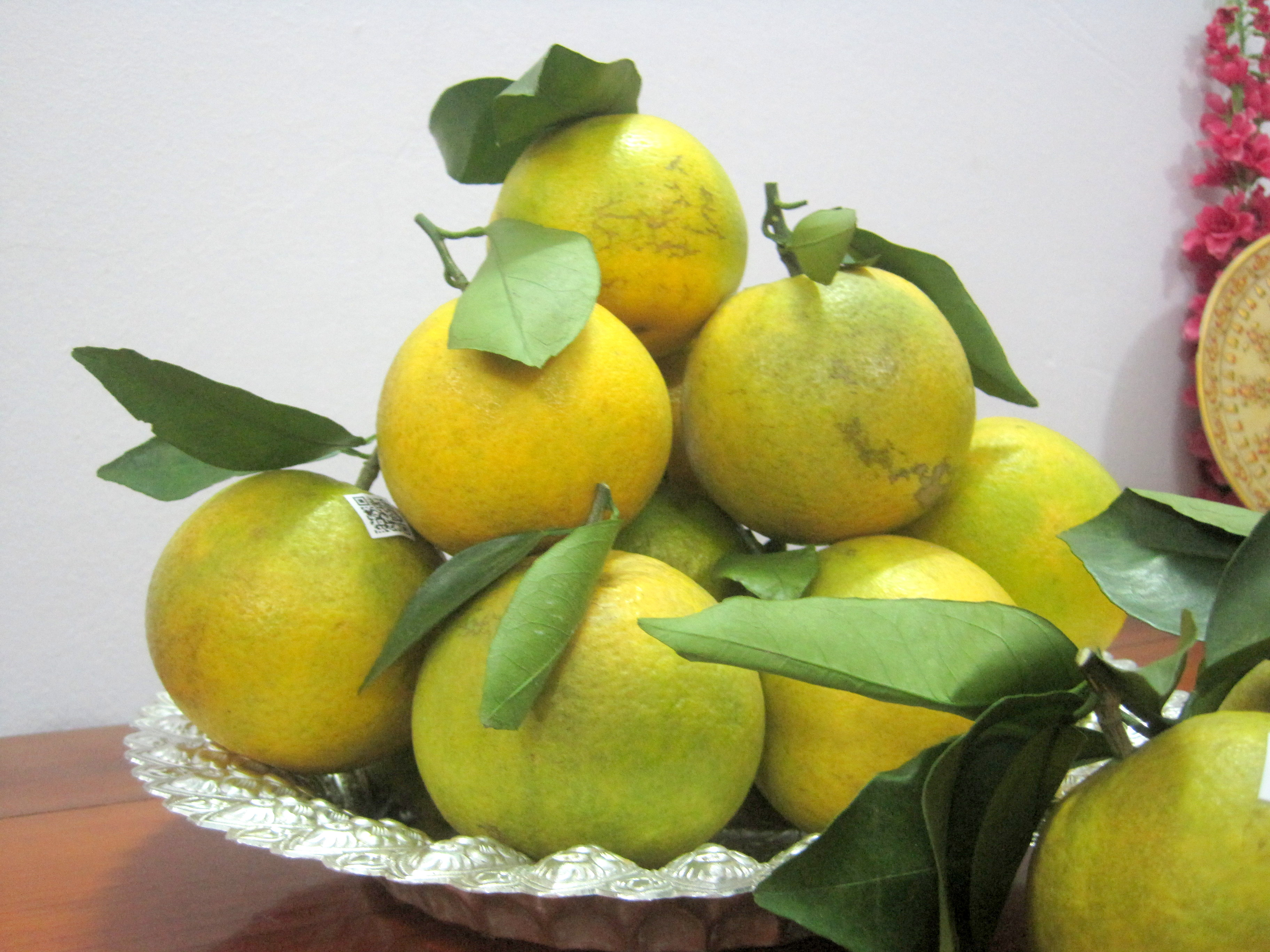
Cam Vinh, đặc sản đã được nhận chứng nhận chỉ dẫn địa lý ở Nghệ An